# Gu Bingfeng
Gu Bingfeng, född den 25 januari 1994, är en kinesisk landhockeyspelare.

## Karriär
Gu Bingfeng ingick i det kinesiska lag som spelade landhockey vid OS 2020 och som tog silver i landhockey vid OS 2024.